# Kaisendo
Kaisendo este un sistem de autoapărare care combină tehnici din mai multe arte marțiale, având drept scop crearea unui stil eficient, adaptabil și accesibil pentru practicarea autoapărării. Acest sistem pune accent pe utilizarea minimului de efort pentru a neutraliza un agresor, promovând totodată respectarea drepturilor individuale și a cadrului legal. În România, Federația Română de Kaisendo este singura organizație oficială care reglementează practicarea acestei discipline sportive.

## Caracteristici generale
Kaisendo se concentrează pe tehnici rapide și eficiente, cum ar fi imobilizarea, fixarea, proiectarea și, în cazuri necesare, strangularea. Sistemul este conceput pentru a dezarma și controla un agresor în timp scurt, evitând escaladarea conflictului. Practicanții sunt instruiți să se adapteze diferitelor scenarii, acționând în conformitate cu gravitatea situației.
Tehnicile de Kaisendo includ elemente din:
- Karate Jutsu
- Ashihara Karate
- Judo
- Jujutsu
- Aikidō

Aceste elemente sunt integrate într-un stil unitar care pune accent pe eficiență și simplitate. Sistemul a fost dezvoltat pentru a fi utilizat atât de către civili, cât și de profesioniști în domeniul siguranței publice, cum ar fi polițiștii sau personalul de securitate.

## Istoric
Originile Kaisendo datează din anii 1980, când, în Cuba, Maestrul Ikeda a introdus un stil bazat pe tehnici de Judo și Jiu-Jitsu. Ulterior, în Spania, Soke Juan J. Díaz, practicant de arte marțiale din 1968, a dezvoltat acest sistem prin combinarea cunoștințelor sale din Karate, Judo și Aikido. În anul 2003, Kaisendo a fost recunoscut internațional și inclus în "Hall of Fame" de către Școala Internațională de Arte Marțiale din Valencia, Spania.

## Fondatorul Kaisendo
Soke Juan J. Díaz este o figură marcantă în lumea artelor marțiale, având peste 48 de ani de experiență. Este licențiat în Educație Fizică și Sport și a ocupat poziții importante, cum ar fi cea de instructor pentru Poliția Municipală din Madrid. Printre realizările sale se numără:
- 10 Dan Kaisendo
- 10 Dan Goju Ryu Karate Nibukai
- 9 Dan Tai-Ho-Jutsu
- 8 Dan Bu Jutsu

Soke Díaz este, de asemenea, director global al Academiei de Poliție și Operațiuni Tactice din Venezuela și profesor autorizat în tehnici de autoapărare pentru forțele de ordine.

## Filozofia Kaisendo
Kaisendo promovează ideea că eficiența unei arte marțiale depinde de abilitățile practicantului, nu doar de tehnicile sistemului. Această filozofie subliniază importanța adaptării tehnicilor la caracteristicile individuale ale fiecărui practicant. Scopul principal este dezvoltarea unor indivizi disciplinați, capabili să reacționeze rapid și eficient în situații de pericol, contribuind totodată la creșterea încrederii în sine.

## Practicanții Kaisendo
Practicanții acestui sistem, cunoscuți sub numele de Kaisendoka, sunt încurajați să adopte o atitudine disciplinată atât în dojo, cât și în viața de zi cu zi. Structura antrenamentelor promovează respectul reciproc, autocontrolul și dorința de perfecționare continuă. Aceste valori contribuie la formarea unor indivizi responsabili, care pot utiliza abilitățile dobândite într-un mod etic și legal.

## Recunoaștere și expansiune
Începând cu recunoașterea sa internațională în 2003, Kaisendo s-a extins în mai multe țări, fiind practicat de mii de persoane. Federația Română de Kaisendo joacă un rol esențial în promovarea și reglementarea acestui sistem în România, organizând evenimente, competiții și stagii de pregătire pentru toți cei interesați.

## Concluzie
Kaisendo reprezintă o metodă modernă și eficientă de autoapărare, adaptată cerințelor contemporane. Cu o istorie solidă și o filozofie centrată pe dezvoltarea individuală, acest sistem continuă să inspire și să formeze generații de practicanți dedicați autoapărării și respectului pentru valorile umane.